# دانيال كارليسلي
دانيال كارليسلي (بالإنجليزية: Daniel Carlisle)‏ هو لاعب رماية أمريكي، ولد في 14 ديسمبر 1955 في هيوستن في الولايات المتحدة.

## وصلات خارجية
- دانيال كارليسلي على موقع الاتحاد الدولي (الإنجليزية)
- دانيال كارليسلي على موقع أوليمبيديا (الإنجليزية)